# Irena Tusińska
Irena Tusińska, z d. Mamińska (ur. 16 grudnia 1923 w Chełmie, zm. 3 sierpnia 2014 w Warszawie) – polska koszykarka, reprezentantka Polski, wicemistrzyni Polski.
Karierę sportową rozpoczęła w AZS Kraków, od 1947 była zawodniczką krakowskiej Wisły, z którą wywalczyła wicemistrzostwo Polski w 1952. W reprezentacji Polski wystąpiła 38 razy, m.in. na mistrzostwach Europy w 1950 (6 m.) i 1952 (5 m.). W 1953 zakończyła karierę i zamieszkała w Warszawie, gdzie pracowała jako dyrektor biura Polskiego Związku Koszykówki